# Kapel Onze-Lieve-Vrouw-ter-Koorts

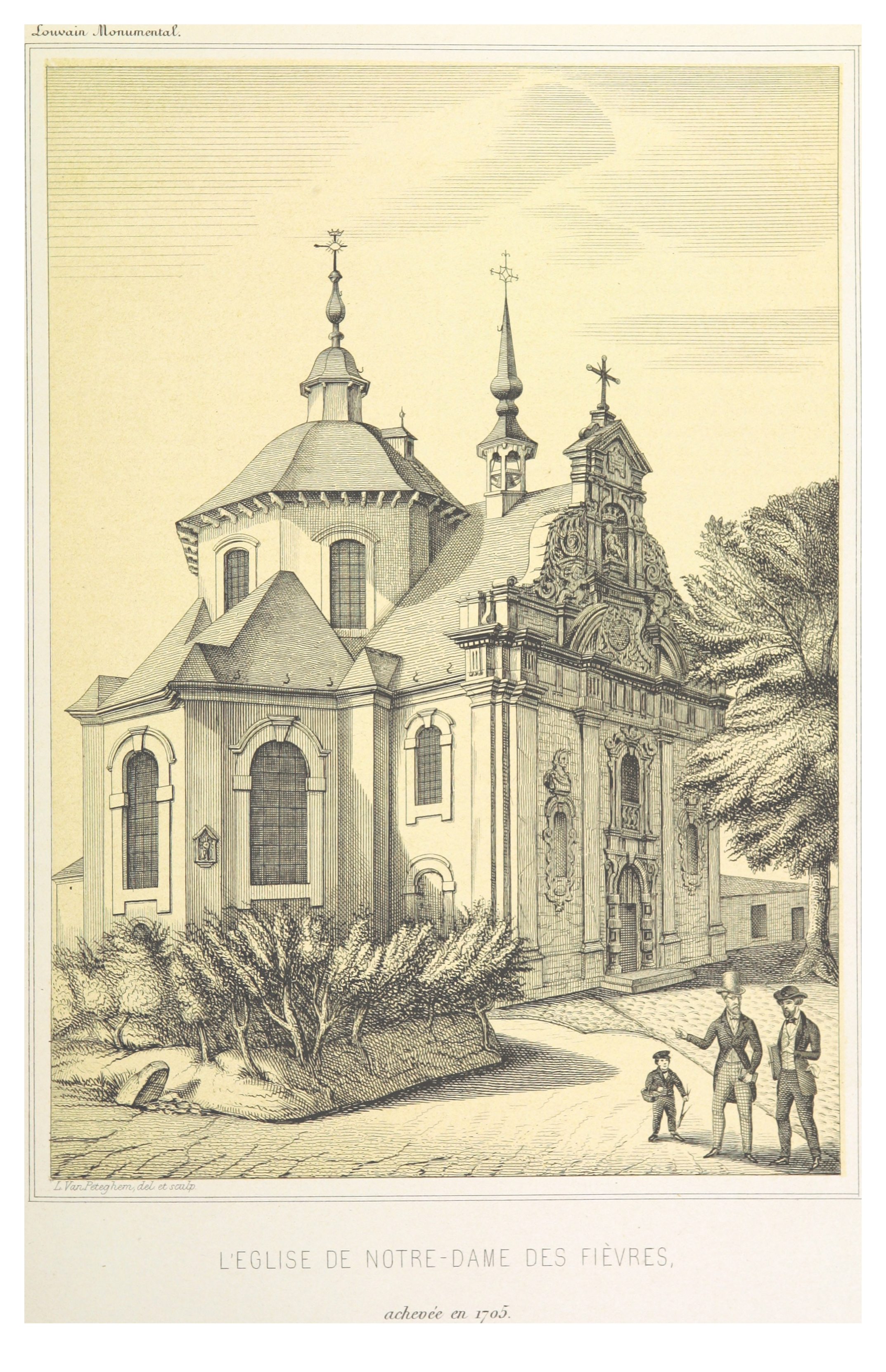
Onze-Lieve-Vrouw-ter-Koorts (Leuven), de 3e en laatste kapel (1705)

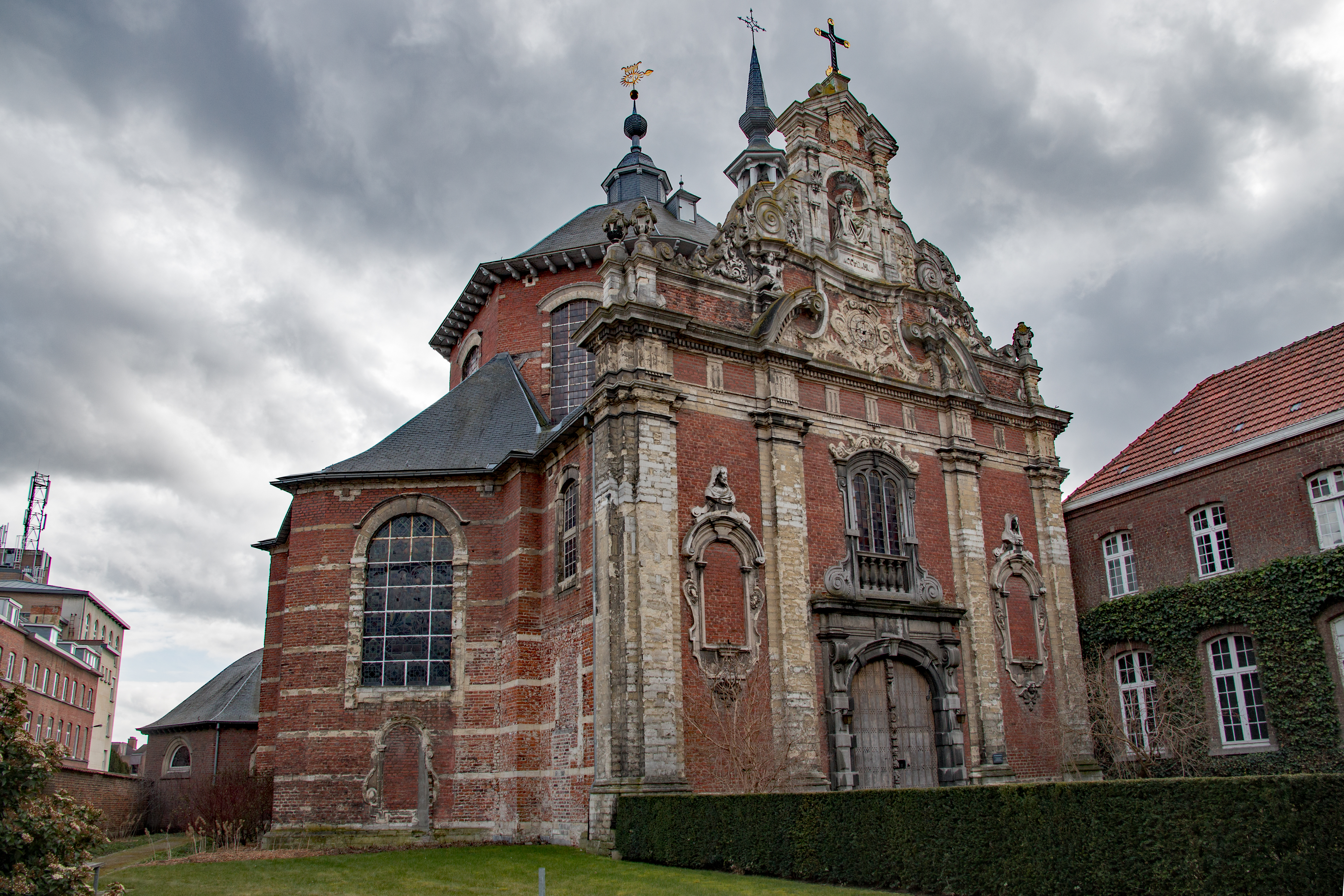
Deel van KADOC site

De kapel Onze-Lieve-Vrouw-ter-Koorts in Leuven (België) was een bedevaartsoord (1579-1798) in de Zuidelijke Nederlanden. Ze fungeerde vervolgens als parochiekerk (1803-1871) en als kloosterkerk van de Leuvense minderbroeders (1871-1986). Het Onze-Lieve-Vrouwe-beeld werd op 19 Juni 1907 in opdracht van paus Pius X pauselijk gekroond.
De kapel staat in de Vlamingenstraat. 
Sinds 1986 is het onderdeel van de KADOC site, eigendom van de Katholieke Universiteit Leuven.

## Historiek

### Bedevaartsoord
Sinds de late middeleeuwen hing aan een boom in de Vlamingenstraat een Mariabeeld, Onze-Lieve-Vrouw-der-Smarten. De boom stond net buiten de oudste ringmuur van Leuven, op het grondgebied van de parochie van Sint-Michiel. Het beeld werd als eens her en der opgesteld voor een huis in de Vlamingenstraat ter devotie van passanten. Zo gebeurde het dat een groep studenten van de oude universiteit Leuven dit beeld wou wegsmijten doch het beeld was loodzwaar om weg te nemen; de studenten dropen af. Dit verhaal betekende de start van de bouw van de eerste Mariakapel (1579). De kapel kreeg de naam Onze-Lieve-Vrouw-van-de-Vlamingenstraat en werd beheerd door professoren theologie van de universiteit Leuven. Zij stimuleerden er de Mariadevotie. Door de blijvende toeloop werd dit kapel of “huisje” te klein. Een tweede kapel verrees in het jaar 1601. Matthijs Van Hove, aartsbisschop van Mechelen, wijdde de kapel in (1603). De bedevaartskapel kreeg een eigen broederschap in het jaar 1643, onder toezicht van de Sint-Michielskerk. Ook de abten van de abdij van Park, nabij Leuven, bemoeiden zich met de Maria-verering; zij organiseerden processies en openluchtmissen op het feest van Maria-Visitatie.
De Mariavererering kende succes wegens haar aanroeping om kinderen met koorts te genezen. De naam van de kapel veranderde daarom in Onze-Lieve-Vrouw-ter-Koorts (17e eeuw). Talrijke ex voto's sierden de muren van de kapel, waar ouders gebeden hadden voor hun kind met koorts. De abten van Park en de pastoors van Sint-Michiel zochten fondsen voor een grotere kapel, de derde kapel in rij. Zowel de aartsbisschop van Mechelen als de Oratorianen schonken een terrein voor een groter bedevaartsoord. In 1641 werd begonnen met de bouw van een barokke kapel, met achthoekig grondplan. Deze kwam naast de tweede kapel. Dorothea de Croy, markiezin van Aarschot, deed een grote gift. Ondanks deze financiële en kerkelijke steun viel de bouw merkwaardig genoeg stil. In het begin van de jaren 1700 ging de bouw van de bedevaartskapel verder en ze werd in 1705 ingewijd. Pas in 1733 werd het dak gelegd.
De Mariadevotie ter genezing van zieke kinderen kende een vlucht. Voortaan mochten ouders schilderijtjes van genezen kinderen ophangen. Dit werd een populaire activiteit bij de bedevaarders; drie artiesten in de stad hadden er hun werk mee.
Tijdens het Franse bewind in Leuven, werd de bedevaartskerk publiek verkocht (1798). J. Van Hamme, kapelmeester, kocht de kapel.

### Parochiekerk
In 1803 vond een hervorming van het decanaat Leuven plaats. Een nieuwe parochie werd afgescheurd van de Sint-Michielsparochie: de Onze-Lieve-Vrouw-van-de-Vlamingenstraat. De voormalige bedevaartskerk werd parochiekerk. Deze was nog steeds in handen van de familie Van Hamme. Pastoor van Rosse vond dat de talrijke kinderportretten te veel de aandacht afleidden tijdens de kerkdiensten en liet alles verbranden (1825). De parochiefunctie ging in de jaren 1865-1871 over naar de pas afgewerkte Sint-Jozefskerk. 

### Minderbroederskerk
De familie Van Hamme verkocht de kapel aan de Leuvense minderbroeders (1871). De Minderbroeders gebruikten de kapel als kloosterkerk. Rond de kerk waren ze bezig hun klooster te bouwen (1865) zodat er een binnentuin kwam, ontoegankelijk voor kerkgangers. De paters lieten een priesterkoor bouwen zodat het hoofdaltaar verplaatst werd om meer plaats te geven in de achthoek. Er kwam ook een rondgang.

### Katholieke Universiteit Leuven
De KU Leuven kocht het kloostercomplex met de kapel in 1986. Het werd heringericht en herbestemd als het archief-, onderzoeks- en documentatiecentrum voor Religie, Cultuur en Samenleving KADOC. Sinds 1994 is de hele site beschermd erfgoed van de Vlaamse Overheid.

## Galerij

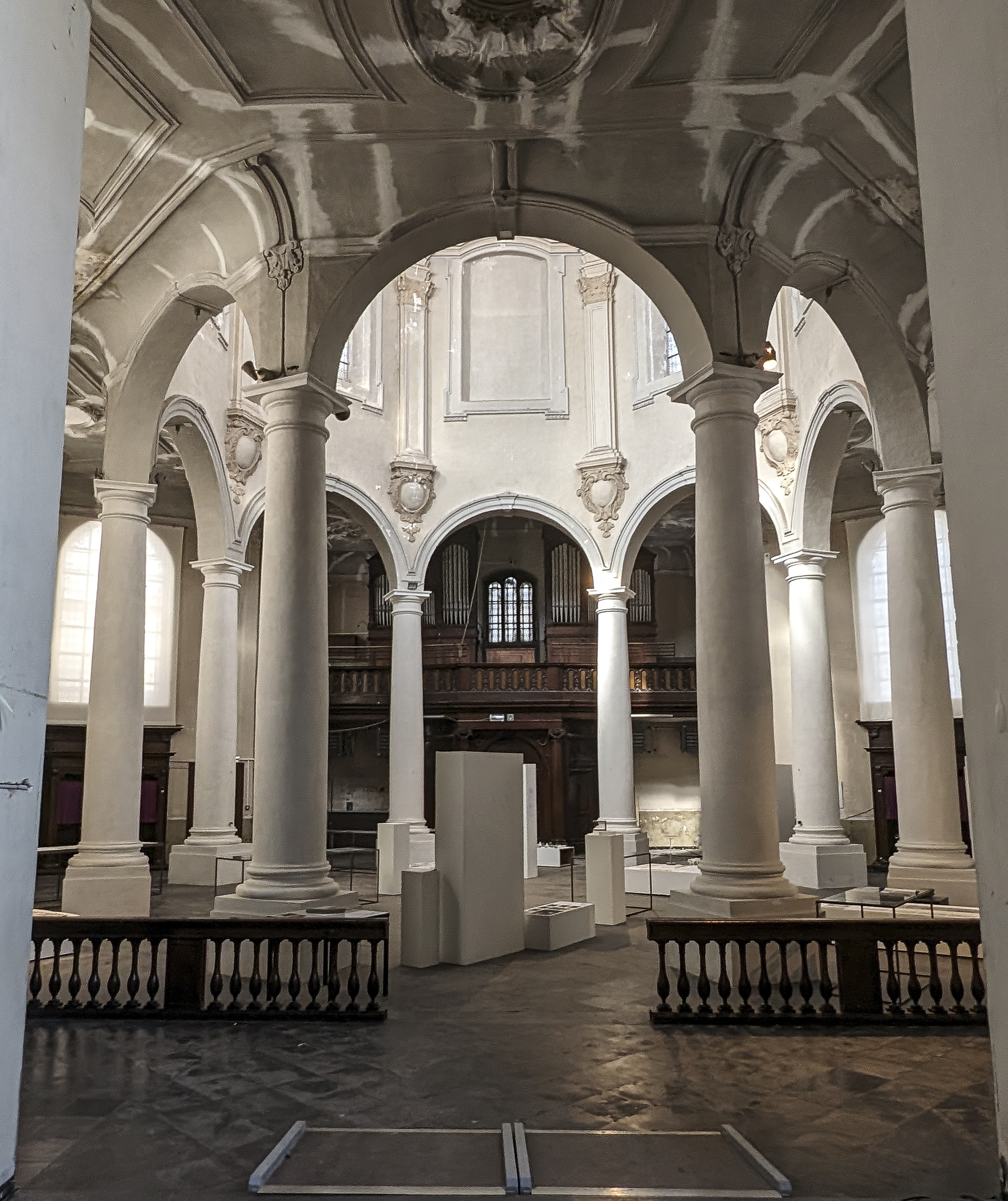
De kapel tijdens de restauratie in 2024
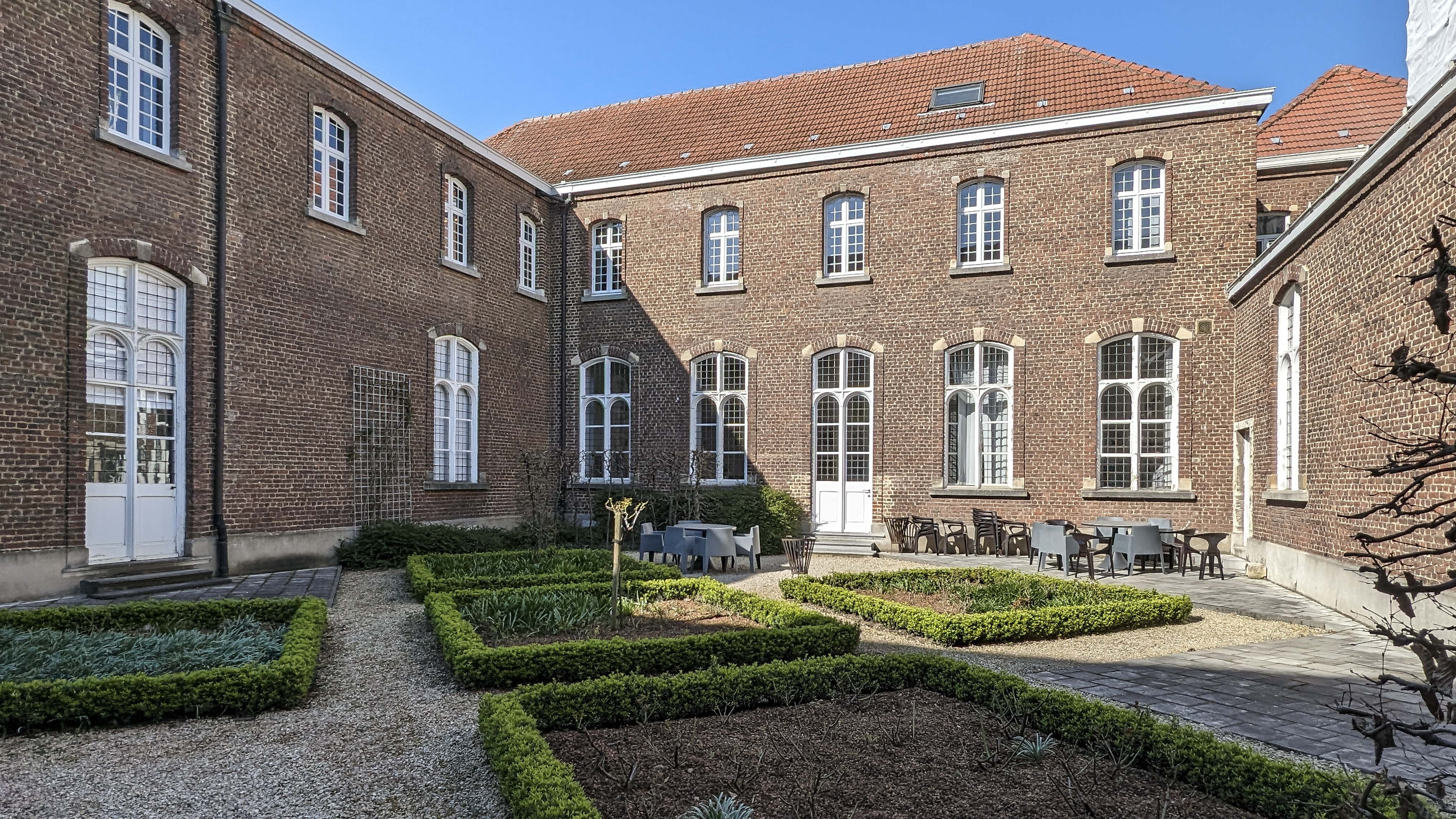
Het pand
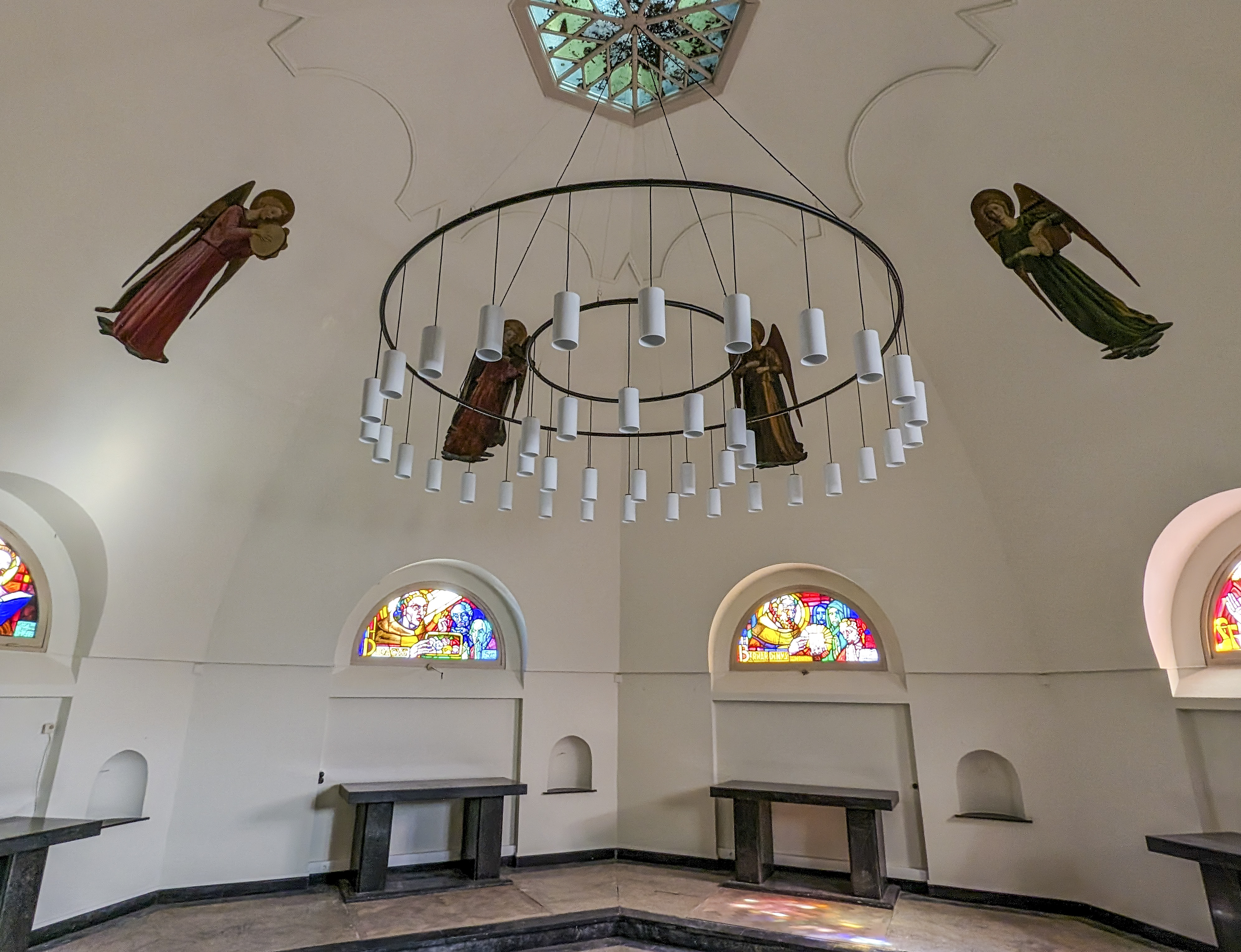
De bijgebouwde kapel
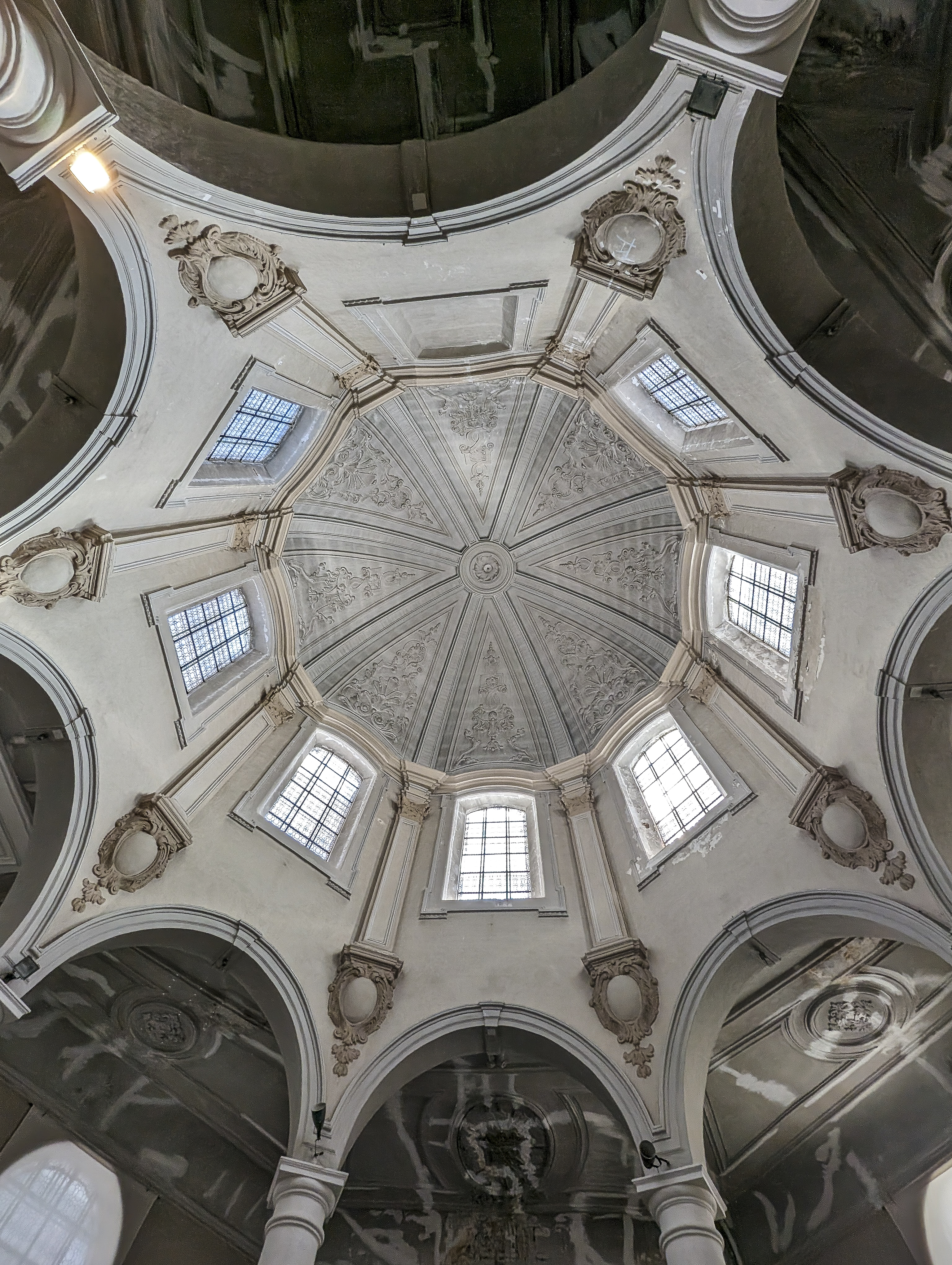
De koepel van de kapel